# Route nationale 838
Die Route nationale 838, kurz N 838 oder RN 838, war eine französische Nationalstraße, die von 1933 bis 1973 in drei Abschnitten von Versailles nach Angerville verlief. Ihre Gesamtlänge betrug 57,5 Kilometer. Zwischen Saint-Escobille und Pussay verlief die Straße dreimal für kurze Strecken durch das Département Eure-et-Loir, wo sie heute als Route départementale 938 bezeichnet wird.

## N838a
Die N838A war von 1933 bis 1973 ein Seitenast der N838, der diese östlich von Versailles mit der N186 verband. Ihre Länge war kürzer als 1 Kilometer.